# 帕瑙鱧
帕瑙鱧為輻鰭魚綱鱸形目鱧科的其中一種，分布於亞洲緬甸伊洛瓦底江及Sittang河流域，體長可達17.1公分，棲息在中底層水域，屬肉食性。

## 擴展閱讀
維基物種上的相關：帕瑙鱧